# Soroll digital

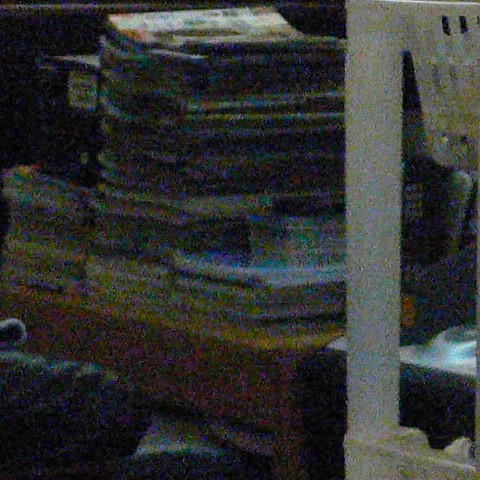
Imatge presa amb càmera digital on es pot percebre soroll

El soroll digital és l'aparició aleatòria de rastres i variacions de la brillantor o del color en les imatges digitals, i és produït pel dispositiu d'entrada, la càmera en aquest cas. Aquests rastres se solen presentar en punts de mides diferents, tot i que també els podem trobar sota la forma d'aberracions cromàtiques.
Podem dir que, mentre que el gra format en la fotografia analògica era acceptat i inclús buscat, el soroll de la fotografia digital és considerat antiestètic i s'evita, ja que és símbol d'una mala fotografia.
La diferència entre soroll i granularitat es troba en el mètode d'obtenció de les imatges. Per una banda, la granularitat es dona a causa de l'acumulació i agrupació de cristalls d'halur de plata suspesos en la pel·lícula fotogràfica, que es manifesten de forma irregular en les ampliacions. Aquestes agrupacions es donen en major mesura quan hem de fer fotografies en condicions de poca llum, ja que es necessita una major sensibilitat de la pel·lícula fotogràfica, cosa que provoca l'aparició del gra.
Per una altra banda, el soroll digital pot sorgir a causa de factors diversos, els quals poden ser la mida dels píxels o la sensibilitat ISO, estretament relacionada amb el sensor de les càmeres digitals. A continuació aprofundirem en aquests factors responsables de l'aparició del soroll.

## Causes

### Sensibilitat ISO
L'element principal que genera el soroll és el sensor de les càmeres digitals, com ja hem dit. Aquest està format per una malla de cel·les fotosensibles, les quals són les encarregades de rebre la imatge formada per les lents de l'òptica de la càmera. Cada cel·la d'aquestes conté un o més fotodíodes amb la capacitat de convertir la llum en una senyal elèctrica per a ser processada com una imatge. D'aquesta manera, la llum es converteix en una sèrie de dades numèriques que s'emmagatzemen de manera binària en la memòria de la càmera, donant origen a un píxel.
Aquesta activitat elèctrica ja genera una certa senyal en si mateixa, tot i l'absència de llum, la qual oscil·larà en relació amb la temperatura, generant dades a l'atzar, les quals originaran el soroll digital.
El terme soroll és apropiat per a definir aquests punts de color dispersos que trobem en les imatges digitals, en ser comparable a la bufada, al soroll, que escoltem en un equip de música quan augmentem el volum i no posem cap CD. Aquest soroll de fons augmenta quan incrementem el volum, ja que és conseqüència del mateix circuit electrònic. Si apliquem aquest concepte a la fotografia digital, quan incrementem la sensibilitat del sensor, és a dir, els valors ISO, estem fent l'equivalent a augmentar el volum de l'equip de música, ja que incrementem l'activitat elèctrica juntament amb el soroll de les imatges. Aquest soroll també es pot veure provocat per temps llargs d'exposició (de més de dos segons) o per altes temperatures.

### Mida dels píxels
Un altre aspecte que s'ha de tenir en compte és la mida dels píxels de les imatges, ja que com més petita sigui, més augmenta el soroll. La reducció de la mida del píxel i la seva interacció per la seva proximitat dificulten la interpretació de la informació. Això genera el sorgiment de dades aleatòries, les quals es veuen incrementades en el cas d'amplificar la senyal. Aquest és el motiu pel qual les càmeres reflex generen un nivell de soroll molt menor que les càmeres compactes, ja que compten amb un sensor amb píxels de mida gran, suportant així valors d'ISO molt elevats amb un nivell de soroll molt baix, en relació amb el que generaria una càmera compacta.

## Tipus de soroll
Es poden definir diferents tipus de soroll en funció dels factors que l'afecten:

### Soroll impulsional o "sal i pebre"

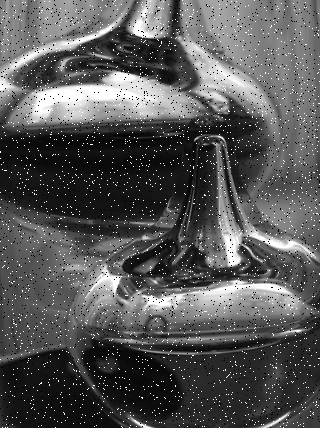
Imatge amb soroll "sal i pebre"

En aquest tipus de soroll, els píxels de la imatge són molt diferents en color o intensitat als píxels circumdants. Aquest és el tret característic d'aquest tipus de soroll, que no té cap tipus de relació amb els altres píxels. Generalment, només es veuran afectats una petita quantitat dels píxels de la imatge. A més, els trobarem com a punts blancs sobre fons negre o punts negres sobre fons blanc, d'aquí prové el nom "sal i pebre". Aquest soroll sol ser provocat per defectes en l'equip fotogràfic, com taques de pols dins les òptiques de la càmera o un sensor defectuós.

### Soroll gaussià
En aquest, tots els píxels que componen la imatge canvien el seu valor d'acord amb una distribució normal o gaussiana. S'hi podrien aplicar altres tipus de distribucions, però la gaussiana o normal és considerada com el model de distribució al que més s'aproxima a causa del teorema central del límit, el qual diu que la suma dels diferents sorolls tendeix a aproximar-se a una distribució normal o gaussiana.

### Soroll de tret
Aquest és un tipus de soroll elèctric que té lloc quan el nombre infinit de partícules que transporten energia, com els fotons en un dispositiu òptic, és suficientment petit per donar lloc a l'aparició de fluctuacions estadístiques apreciables en un mesurament. El nivell d'aquest soroll és més gran com major sigui el valor mitjà de la intensitat lluminosa. Tot i això, mentre que el nivell de senyal creix més ràpidament com major és el seu nivell mitjà, el soroll de tret només suposa un problema quan es treballa amb intensitats lluminoses baixes.

### Soroll de luminància
Aquest tipus de soroll apareix en forma de variacions de lluminositat en la imatge, i és notable, sobretot, en superfícies que haurien de tenir un color uniforme.

### Soroll de crominància
Aquest soroll apareix en forma de punts de colors, de manera aleatòria. És una manifestació cromàtica del soroll que afecta els canals "a" i "b" en color "lab", i que es caracteritza per punts o patrons, especialment vermells i blaus, els quals degraden el color de la imatge. Aquest es tracta del soroll més fàcil d'eliminar, mitjançant un programari de filtratge antisoroll, tot i que es perd fidelitat en els colors.

### Soroll de lectura
Es tracta d'un soroll elèctric que es genera a causa dels circuits que llegeixen els valors del sensor de píxels.

### Soroll de quantificació
El soroll de quantificació es tracta d'errors d'arrodoniment quan la senyal analògica és convertida en un ajust finit de valors discrets digitals. No s'aprecia comunament, tot i que es pot reduir usant un sensor que emmagatzemi més bits per píxel.

## Reducció del soroll
Quan s'elegeix un algoritme de reducció del soroll, s'han de tenir en compte diversos factorsː la capacitat de còmput disponible i el temps a partir del qual no resulta rendible el seu tractament. A més, hem de valorar si és acceptable el sacrifici d'alguns detalls de la imatge real.

### Soroll de crominància i de luminància
Ja que qualsevol algoritme de reducció del soroll ha de tractar d'eliminar el soroll sense sacrificar els detalls de l'escena fotografiada, el risc d'una major pèrdua de detall és major amb el soroll de luminància que amb el de crominància. A més, el soroll considerat més desagradable és el cromàtic, ja que les taques de colors són considerades més artificals en comparació amb l'estètica granulada del soroll de luminància. Per aquest motiu, la majoria dels algoritmes de reducció de soroll fotogràfic divideixen la imatge en els components de crominància i luminància.

### Filtres lineals
Un mètode per a eliminar el soroll és per convolució de la imatge original amb una màscara que representa un filtre passabaix o l'operació de suavitzat. En general, en un filtre de suavitzat de píxels cada un estableix amb el valor mitjà o la mitjana ponderada de si mateix i els seus veïns propers. Aquests filtres tendeixen a difuminar la imatge, ja que els valors dels píxels que són significativament més alts o més baixos que els seus veïns tendeixen a "tacar" tota la zona, provocant el difuminat de les vores. Per aquest motiu, han de ser usats amb certa precaució.

### Filtres no lineals
El filtre de mitjana és un exemple de filtre no lineal. Ben dissenyat, és molt útil per a conservar detalls de la imatge. Per aplicar aquest tipus de filtre, s'ha de considerar cada píxel de la imatge, ordenar els píxels veïns d'acord les seves intensitats i substituir el valor original del píxel per la mitjana del valor de la llista. El filtre de la mitjana és un filtre de selecció de rang (RS).

### Filtre gaussià
El valor de cada punt és el resultat de fer una mitjana, amb diferents pesos, dels valors veïns als dos costats d'aquest mateix punt. Aquest tipus de filtre també té el problema del difuminat de les vores, però no és tan evident com el cas de la mitjana simple. Aquest tipus de filtre redueix especialment el soroll de tipus gaussià.

### Programaris
La major part dels programes informàtics de tractament d'imatges de propòsit general tenen una o més funcions de reducció de soroll (mitjana, suavitzat, etc.). Exemples d'aquests programes són Adobe Photoshop, GIMP, PhotoImpact, Paint Shop Pro i Helicon Filter.